# Яценко, Павел Васильевич
Па́вел Васи́льевич Яце́нко (30 октября 1920, Дептовка — 8 октября 1993, Дмитровка) — участник Великой Отечественной войны, наводчик орудия 5-й батареи 378-го истребительно-противотанкового артиллерийского полка 70-й армии 1-го Белорусского фронта, Герой Советского Союза.

## Биография
Родился 30 октября 1920 года в селе Дептовка ныне Конотопского района Сумской области Украины в семье крестьянина. Украинец. Член ВКП(б) с 1944 года. Окончил 7 классов. Учился в Макеевском горнопромышленном училище. Работал электрослесарем, а затем электромехаником на шахте Ново-Бутовка в Донбассе.
В Красной армии с октября 1940 года. Служил в пограничных войсках на важных рубежах страны.
Участник Великой Отечественной войны с 1942 года. Сражался на Сталинградском, Центральном, 1-м и 2-м Белорусских фронтах. Защищал Сталинград, сражался на Курской дуге, участвовал в освобождении от фашистов Польши, штурмовал Берлин. Был ранен.
Наводчик орудия 5-й батареи 378-го истребительно-противотанкового артиллерийского полка (70-я армия, 1-й Белорусский фронт) сержант Павел Яценко в боях с 17 по 18 июля 1944 года при прорыве обороны противника на реке Припять в районе посёлка Ратно Волынской области Украины уничтожил вражеский дзот и 3 пулемёта.
22 июля 1944 года на реке Западный Буг в районе Кодень (южнее города Бреста) вступил в единоборство с вражескими танками и заставил их отойти, что способствовало стрелковым подразделениям в успешном форсировании реки.
Указом Президиума Верховного Совета СССР от 26 октября 1944 года за образцовое выполнение боевого задания командования в борьбе с немецко-фашистскими захватчиками и проявленные при этом мужество и героизм, сержанту Яценко Павлу Васильевичу присвоено звание Героя Советского Союза с вручением ордена Ленина и медали «Золотая Звезда» (№ 3117).
После войны отважный артиллерист продолжал службу в рядах Советской Армии. В 1945 году окончил курсы младших лейтенантов. С 1948 года лейтенант П. В. Яценко — в запасе.
Жил в посёлке Дмитровка Бахмачского района Черниговской области Украины. С 1961 года был председателем Дмитровского поселкового совета. Был начальником узла связи, работал на других административно-хозяйственных должностях. Умер 8 октября 1993 года.

## Награды
Награждён орденом Ленина (1944), орденом Отечественной войны 1-й степени (1985), медалями.